# Langenæs (Aarhus)
 For alternative betydninger, se Langenæs. (Se også artikler, som begynder med Langenæs)
Langenæs er en bydel i den sydvestlige del af Aarhus C med et indbyggertal på 6.899 den 1. jan 2017. afgrænset af Søndre Ringgade, Marselis Boulevard, Jyllands Allé og banegraven. Bydelen grænser op til Frederiksbjerg og Marselisborg i nord og øst, samt Kongsvang i syd.
Langenæs som ligger sydvest for Frederiksbjerg, er en del af postnummer 8000 Aarhus C, men ikke en del af midtbyen i kommunal planstrategi. For at gøre forvirringen større, er Langenæs en del af Viby J, og indbyggertallet for Langenæs Sogn (6.899) indgår i Viby J. Men Langenæs er overvejende knyttet til Midtbyen, både hvad angår beliggenhed og serviceforsyning. F.eks. inkluderes Langenæs Kirke som tilhørende midtbyen af kommunen.
Med tilknytningen til midtbyen, menes først og fremmest Frederiksbjerg, som også går under betegnelsen Frederiksbjerg-Langenæs.
Langenæs skal ses i tæt sammenhæng med Frederiksbjerg. Som eksempel deler Søndre Ringgade Harald Jensens Plads i to, hvor den sydlige del af pladsen ligger på Langenæs, og den nordlige del på Frederiksbjerg.
Frederiksbjerg - Langenæs har til sammen 24.170 indbyggere den 1. jan 2017.
Langenæs er en bydel der både kan inkluderes i Viby J, 8000 Aarhus C, Frederiksbjerg-Langenæs, og som alligevel har sin egen identitet som sogn og bydel.

## Historie
Bydelen blev til i 1950'erne som et resultat af en arkitektkonkurrence, hvor man ønskede at afprøve nye idealer. Området er meget karakteristisk for sin tid, hvor idealet var åbne karreer med lys og luft. Dette gælder dog kun for det vestlige Langenæs der vender mod Brabrand Ådal. Midt på Langenæs findes Langenæs Parken, et stort grønt område med flere sportsfaciliteter, gennemskåret og omgivet af Langenæsstien. Den ældste del af bydelen (nordøst og syd) har traditionel karrébebyggelse langs Søndre Ringgade – Jyllands alle - Sønderborggade – Tøndergade – Skanderborgvej – Rudolph Wulffs Gade med mere. Denne arkitektur med karrébebyggelse i 4½ og 5½ etager er den samme som den man ser i tilstødende Frederiksbjerg.
Langenæs præges af fire højhuse, Langenæshus og Langenæsbo på Augustenborggade, der består af tre delvis forskudte grå-hvide højhuse på 46 meter og Højhuset Langenæs, der er belagt med rødlige aluminiumplader, og som med sine 55 meter er Danmarks højeste murstensbygning.
I 1966 fik området sin egen kirke, Langenæskirken, og hører i dag under Langenæs Sogn, der er udskilt fra Sankt Lukas sogn. Langenæs har to supermarkeder (Fakta og Meny) og en række andre forretninger, hvoraf især Langenæs Bageriet er kendt.
Arkæologiske fund viser, at Langenæs var beboet allerede i jægerstenalderen og bronzealderen. Senere hørte området i 700 år til Havreballegaard og Marselisborg Gods i Viby Sogn, inden det i 1899 blev en del af Aarhus By.
- Langenæs Allé.
- Harald Jensens Plads.
- Harald Jensens Plads med Langenæs til højre og Frederiksbjerg til venstre.
- Højhuset Langenæs
- Boligblokken kaldet "Buen" eller "Bananhuset".
- Langenæs Parken
- Langenæs Allé
- Harald Jensens Plads set mod Langenæs
- Harald Jensens Plads set mod Langenæs.